# András Csonka
András Csonka (sinh 1 tháng 5 năm 2000) là một cầu thủ bóng đá Hungary thi đấu ở vị trí tiền vệ cho Ferencvárosi ở Nemzeti Bajnokság I.

## Sự nghiệp

### Ferencvárosi
Ngày 20 tháng 7 năm 2017, Csonka ra mắt chuyên nghiệp trước FC Midtjylland ở vòng loại thứ hai UEFA Europa League 2017–18.

## Thống kê câu lạc bộ
| Câu lạc bộ          | Mùa giải | Giải vô địch | Giải vô địch | Cúp     | Cúp       | Châu Âu | Châu Âu   | Tổng    | Tổng      |
| Câu lạc bộ          | Mùa giải | Số trận      | Bàn thắng    | Số trận | Bàn thắng | Số trận | Bàn thắng | Số trận | Bàn thắng |
| ------------------- | -------- | ------------ | ------------ | ------- | --------- | ------- | --------- | ------- | --------- |
| Ferencváros         |          |              |              |         |           |         |           |         |           |
| 2016–17             | 0        | 0            | 1            | 0       | 0         | 0       | 1         | 0       |           |
| 2017–18             | 1        | 0            | 0            | 0       | 1         | 0       | 2         | 0       |           |
| Tổng                | 1        | 0            | 1            | 0       | 1         | 0       | 3         | 0       |           |
| Tổng cộng sự nghiệp |          | 1            | 0            | 1       | 0         | 1       | 0         | 3       | 0         |

Cập nhật theo các trận đấu đã diễn ra tính đến ngày 9 tháng 12 năm 2017.